# Простая двухчастная форма
Проста́я двухча́стная фо́рма — музыкальная форма, состоящая из двух частей, первая из которых является периодом, а вторая не содержит форм более сложных, чем период.
Делится на репризную и безрепризную форму.
Безрепризная форма: (ab(по 8 тактов))
1 часть - Период;
2 часть - развивающая музыка, пропорциональная 1-й, не имеет признаков. В конце полная совершенная Каденция в главной тональности.
Репризная форма: (ab- период; а - половина (Аа1 bа1) предложения	
1 часть - Период;
2 часть - вторая часть пропорциональна первой, но делится на две части: её первая половина развивающая, а вторая - реприза, повторение 2-го предложения периода.

## Применение
Простая двухчастная форма чаще всего является разделом более сложной (например, первая или вторая часть в сложной трёхчастной форме, эпизод в рондо, тема вариаций и др.), однако может существовать как отдельное произведение — в инструментальной или вокальной миниатюре. Пример такого использования этой формы — Багатели Бетховена, пьесы из «Альбома для юношества» Шумана, некоторые романсы, например «Сирень» Сергея Рахманинова и другие произведения. В вокальной музыке простая двухчастная форма часто используется как форма куплета.
Особенностью простой двухчастной формы является то, что у неё есть прототип в фольклоре (запев и припев; песня и инструментальный наигрыш; сольный и групповой, женский и мужской танцы).

## Классификация
По тематизму простые двухчастные формы делятся на:
- однотемные (развивающие), в которых оба раздела построены на одной теме. Такую форму принято обозначать как aa1;
- двутемные (контрастные), основанные на противопоставлении двух различных тем. Такую форму обозначают как ab.

По тематическому материалу второй части делятся на:
- Простые двухчастные репризные; (второе предложение 2 части повторяет какое-либо предложение из 1 части, чаще всего второе.)
- Простые двухчастные безрепризные.(2 часть построена на новой теме)